# Tatiana Beloborodova
Tatiana Beloborodova (tidigare Tatiana Lysenko, ryska: Татьяна Лысенко), född 17 september 1983 i Batajsk är en rysk friidrottare. Hon har hade tidigare världsrekordet i  släggkastning på 77,80 m. 
Lysenko deltog vid Olympiska sommarspelen 2004 i Aten där hon inte lyckades ta sig vidare till finalen. Året efter kastade hon 77,06 vid en tävling i Moskva och noterade sitt första världsrekord och slog därmed Mihaela Melintes sex år gamla världsrekord. Samma år blev hon bronsmedaljör vid VM i friidrott 2005 i Helsingfors. Under 2006 blev hon guldmedaljör vid EM i friidrott 2006 i Göteborg på nya mästerskapsrekordet 76,67 m. Samma år blev hon även kortvarigt (12 dagar) av med världsrekordet tills Gulfija Chanafejeva kastade 77,26. Lysenko förbättrade världsrekordet först till 77,41 och sedan till 77,80.
2008 åkte Lysenko fast för dopning och var avstängd fram till 2009 från allt tävlande. Hon var tillbaka till VM 2009 i Berlin då hon slutade på sjätte plats. Vid EM 2010 i Barcelona slutade hon på andra plats.